# Служитель места истины
Служитель места истины — древнеегипетский титул, который присваивался тем, кто работал в Фиванском некрополе, на западном берегу Нила в городе Фивы. Возможно, деревня построена в отделении от прочего населения, чтобы сохранить тайну проводимых в гробницах работ.
Божественным покровителем места (особенно Долины Царей) и строителей гробниц считалась Меритсегер. Культовый центр богини располагался в районе современного Дейр эль-Медина, где жили ремесленники.

### Забастовки

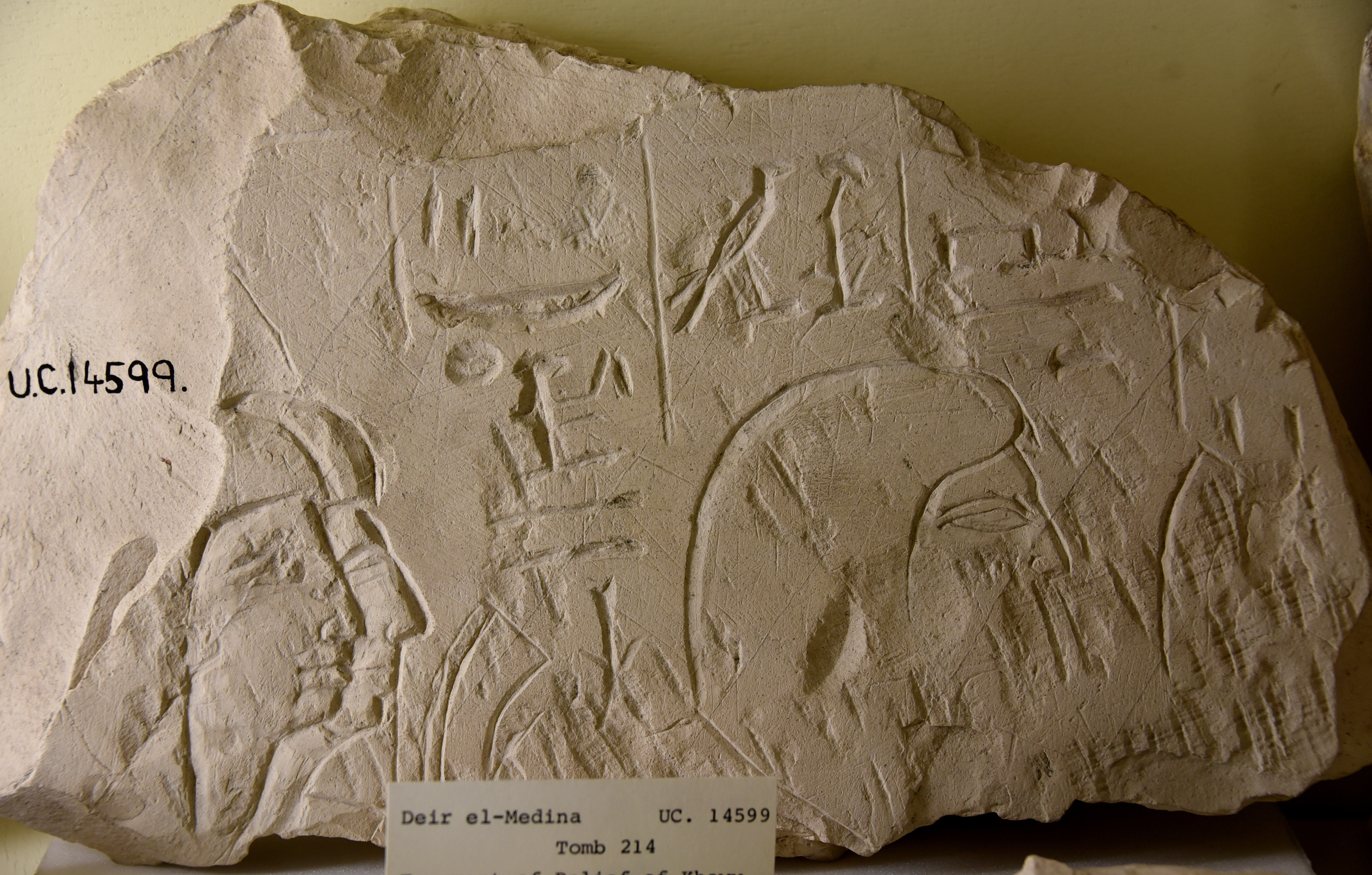
Фрагмент рельефа Кави — служителя места истины из гробницы 214 в Дейр эль-Медине. XIX династия. Музей египетской археологии Питри, Лондон

Первая известная в истории забастовка, описанная писцом Аменнахтом на папирусе, произошла в Древнем Египте, в правление фараона Рамсеса III. Строители и художники гробниц (одни из уважаемых профессий) из Дейр эль-Медины в 1159 году до н. э. не получали должную оплату за свою работу. Затем, выждав 18 дней после очередной невыдачи зерна, они оставили работу и двинулись к городу с криками «Мы голодаем!». Чиновники приказали выдать протестующим хлеб, надеясь, что на этом всё закончится. Однако на следующий день рабочие пробрались в основной амбар Фив в южной части Рамессеума, требуя погашения задолженности. Служители храма позвали стража порядка Монтумеса, который приказал протестующим возвращаться к работам, но получил отказ. В конце концов, после переговоров бастующие получили просроченную оплату, но, едва вернувшись в свою деревню, узнали, что не получат следующую. Рабочие возобновили забастовку и заблокировали пути в Долину Царей, чтобы люди не смогли совершать культовые обряды над могилами предков. Прибывшие чиновники с войсками услышали угрозу от рабочих, готовых разрушить царские усыпальницы, если армия применит силу. В итоге последующие несколько лет чиновники проблему не решали, и забастовки возобновлялись не только из-за голода, но и потому, что «плохие вещи сотворены в месте фараона».
Следующие забастовки произошли 40-50 лет спустя в правление фараонов Рамсеса IX и Рамсеса X.